# Сражение при Эль-Мазуко
Сражение при Эль-Мазуко (исп. Batalla de El Mazuco) — одно из последних сражений между республиканскими и националистическими армиями на Северном фронте во время гражданской войны в Испании, продолжавшееся с 6 по 22 сентября 1937 года. После нескольких недель интенсивных боев в горной местности республиканцы были разбиты, и националисты смогли соединиться со своими войсками, наступавшими из Леона, что привело к падению Хихона и оставлению Астурии, последней республиканской провинции на северо-западе Испании.

## Планы и силы сторон
После падения Бильбао и поражения республиканцев, защищавших Сантандер, их оплот — Астурия — была изолирована от республиканских армий на юге и востоке Испании. Командующий войск националистов, окружавших Астурию, генерал Фидель Давила, атаковал с юга и востока, не ожидая сопротивления со стороны деморализованных республиканских солдат.
Вскоре была захвачена первая республиканская линия обороны вдоль реки Дева, и 5 сентября 1937 года пал город Льянес.
Далее националисты должны были наступать на севере через Сьерра-де-Куэра (исп.) и на юге — через ущелье Дева. Для этого требовалось очистить горы от защищавших их республиканцев, поэтому запланировали обходное движение на юго-запад от Льянеса и на запад, вдоль реки Карес, от Панеса к Кабралесу. Таким образом, горы Сьерра-де-Куэра стали жизненно важными для обороны Астурии, а ключом к Сьерра-де-Куэра был перевал Эль-Мазуко (англ.).
В состав националистических сил входили четыре наваррских бригады (33 000 человек) под командованием генерала Хосе Сольчага (исп.), поддерживаемые 15 артиллерийскими батареями и авиацией, включая немецкий Легион Кондор. Перевал Эль-Мазуко находится всего в пяти километрах от моря, поэтому крейсер «Альмиранте Сервера» (исп.) также смог использовать в бою свои 6-дюймовые орудия.
Войска республиканцев (астурийские, баскские и сантандерские подразделения) состояли из трех ослабленных бригад (всего менее 5000 человек) под командованием полковников Хуана Ибарролы (исп.) и Франсиско Галана (исп.), с небольшой артиллерийской поддержкой.

## Ход боёв
6 сентября 1-й наваррской бригаде националистов не удалось прорвать линию обороны противника, поэтому для интенсивной бомбардировки позиций республиканцев был вызван Легион Кондор. На следующий день республиканцы продолжали подвергаться массированным бомбардировкам с применением фугасных и зажигательных бомб. 8 сентября в густом тумане противники схлестнулись в ожесточенной рукопашной схватке, и на южном фронте националисты смогли продвинуться на два километра.
9 сентября националисты окружили позиции впереди Эль-Мазуко и заняли их, но в последующие дни не смогли продвинуться дальше, поэтому снова прибегли к массированным бомбардировкам авиации (так называемые «ковровые бомбардировки») и артиллерии. 10 сентября в Торнерии солдаты 1-й наваррской бригады продвигаются сквозь туман и после упорного боя захватывают Сьерра-де-Бифорко, но не достигают Сьерра-Льябрес (ниже перевала Эль-Мазуко), которая является ключом к обороне.
Не сумев продвинуться в долине, националисты решили сначала захватить высоты ниже пика Турбина (исп., 1315 метров над уровнем моря). В тылу над Эль-Мазуко находится Пенья-Бланка (1176 м), которую защищал батальон морской пехоты, сформированный из команд республиканских кораблей, оставленных в Сантандере. Наступающим наваррцам пришлось поднимать по узким тропам горную артиллерию и боеприпасы на спинах мулов.
13 сентября республиканский фронт к северо-западу от Эль-Мазуко начал ослабевать под неоднократными артиллерийскими ударами, что вынудило республиканские войска 14 сентября отойти и уступить Сьерра-де-Льябрес, которая доминировала над деревней Эль-Мазуко, занятой на следующий день франкистами. Одновременно, 14 сентября, пал пик Турбина. К югу республиканцы по-прежнему удерживали три пика Пенья-Бланка перед рекой Бедон.
Националисты послали на их захват не менее шестнадцати батальонов. Непогода с дождем и даже снегом на время приостановила боевые действия. 18 сентября, с наступлением хорошей погоды, возобновилась бомбардировка немецкими и итальянскими самолётами. Четыре дня повторялся один и тот же сценарий: бомбардировка с воздуха, штурм пехоты, отражение его республиканцами. Наконец, 22 сентября Пенья-Бланка оказались в руках националистов. На вершине, среди окопов, вручную высеченных в скале, победители обнаружили 100 трупов республиканских моряков.

## Результаты
Общие потери (приблизительные, поскольку официальных данных об этом сражении нет) оцениваются в 8000 националистов (2500 убитых) и 3500 республиканцев (1500 убитых).
Республиканцы не смогли остановить наступление националистов и продержаться до зимы. Националисты, хотя и с задержкой, смогли продолжить наступление и соединиться у Инфьесто с войсками, наступавшими из Леона. Затем они подошли к Хихону, последнему оплоту республиканцев, павшему через месяц после окончания сражения при Эль-Мазуко.